# Hagtjärnen (Trankils socken, Värmland)
Hagtjärnen är en sjö i Årjängs kommun i Värmland och ingår i Göta älvs huvudavrinningsområde.